# Курлово
Курлово (рос. Курлово) — місто у Гусь-Хрустальному районі Владимирської області Російської Федерації.
Входить до складу муніципального утворення місто Курлово. Населення становить 5992 особи.

## Історія
Населений пункт розташований на землях фіно-угорського народу мещери.
Від 1929 року належить до Гусь-Хрустального району. Спочатку у складі Івановської промислової області, а від 19 серпня 1944 року — Владимирської області.
Згідно із законом від 25 травня 2005 року входить до складу муніципального утворення місто Курлово.

## Населення
| 1859  | 1905  | 1926  | 1931  | 1939  | 1959  | 1970  |
| ----- | ----- | ----- | ----- | ----- | ----- | ----- |
| 245   | ↗659  | ↗2193 | ↗2700 | ↗5641 | ↗8410 | ↗8664 |
| 1979  | 1989  | 2000  | 2001  | 2002  | 2006  | 2007  |
| ↘8428 | ↘7889 | ↗8000 | ↘7900 | ↘7433 | ↘7100 | ↘7000 |
| 2008  | 2009  | 2010  | 2011  | 2012  | 2013  | 2014  |
| ↘6900 | ↘6877 | ↘6764 | ↗6775 | ↘6643 | ↘6516 | ↘6378 |
| 2015  | 2016  | 2017  | 2018  |       |       |       |
| ↘6348 | ↘6253 | ↘6141 | ↘5992 |       |       |       |